# Victor Perez (bokser)
Victor "Young" Perez (Tunis, 18 oktober 1911 – Auschwitz, 22 januari 1945) was een Tunesische bokser. Hij was wereldkampioen in de klasse vlieggewicht in 1931 en 1932.

## Carrière
Perez’ eerste grote overwinning was de Franse vlieggewichttitel in Parijs in juni 1931. In oktober van dat jaar won hij de International Boxing Union’s versie van de World Flyweight crown door de Amerikaanse kampioen Frankie Genaro te verslaan.
Nadat hij zijn titel een jaar later verloor aan de Britse bokser Jackie Brown, kwam Perez terecht in de bantamgewichtsklasse. In deze klasse nam hij in februari 1934 deel aan een kampioenschap in Panama, maar verloor.
Perez bleef boksen tot aan december 1938. 

## Auschwitz
Perez werd op 10 oktober 1943 afgevoerd naar Auschwitz als onderdeel van konvooi 60, een groep van 1000 gevangenen afkomstig uit Drancy, Frankrijk. In Auschwitz moest Perez verplicht deelnemen aan bokswedstrijden ter amusement van de nazi’s. In 1945 was Perez een van de slechts 31 overlevenden van de oorspronkelijke 1000 gevangenen die samen met hem in het kamp arriveerden. In januari 1945 werd het kamp geëvacueerd. De nazi's schoten Perez dood tijdens de erop volgende dodenmars.

## Hall of Fame
Perez kreeg in 1986 een plaats in de International Jewish Sports Hall of Fame.